# هاري غراي
هاري غراي (بالإنجليزية: Harry Gray)‏ هو مسير أعمال أمريكي، ولد في 18 نوفمبر 1919، وتوفي في 8 يوليو 2009. شغل منصب الرئيس التنفيذي ورئيس مجلس إدارة شركة يونايتد تكنولوجيز.

## وصلات خارجية
- هاري غراي على موقع إن إن دي بي (الإنجليزية)